# Rampage (ER)
Rampage is de tweeëntwintigste aflevering van het zevende seizoen van de televisieserie ER, die voor het eerst werd uitgezonden op 17 mei 2001.

## Verhaal
Dr. Greene heeft laatst een zoon van een gewelddadige vader door pleegzorg mee laten nemen. Nu wil de vader zijn zoon terug en gaat gewapend op zoek en maakt talloze slachtoffers op zijn tocht. Elke slachtoffer heeft een rol gespeeld in de uithuisplaatsing van zijn zoon, en nu is dr. Greene bang voor de veiligheid van zijn vrouw dr. Corday en hun dochter die samen thuis zijn. Zijn angsten worden groter als zijn vrouw niet reageert op zijn oproepen. Uiteindelijk kan de schutter aangehouden worden net voordat hij bij het huis van dr. Corday aankomt. De dader is neergeschoten en dr. Greene moet hem behandelen, terwijl hij hem vervoert in de lift naar een andere afdeling krijgt hij een hartstilstand en dr. Greene besluit om nu niets te doen.
Dr. Jing-Mei Chen is in beroep gegaan tegen de beslissing om haar geen hoofd SEH te maken. 
Dr. Romano ontslaat dr. Legaspi, hiertegen maakt dr. Weaver bezwaar en onthult tegen hem dan dat zij ook lesbisch is. Zij eist van hem dr. Legaspi weer terug te nemen, zo niet dan neemt zij ook ontslag.
Dr. Benton krijgt bezoek van Roger, de man van zijn ex-vriendin, en wordt ervan beschuldigt dat hij met zijn vrouw slaapt.
Dr. Finch krijgt een snee in haar hand terwijl zij een patiënt behandeld die besmet is met hiv.
Dr. Kovac schrijft Lockhart opnieuw in voor de studie geneeskunde. Lockhart komt hierachter en is er niet blij mee.
Dr. Carter vertelt aan Lockhart dat hij romantische gevoelens voor haar heeft, en denkt ondertussen na over zijn toekomst in het ziekenhuis.

## Rolverdeling

### Hoofdrollen
- Anthony Edwards - Dr. Mark Greene
- Noah Wyle - Dr. John Carter
- Laura Innes - Dr. Kerry Weaver
- Alex Kingston - Dr. Elizabeth Corday
- Paul McCrane - Dr. Robert Romano
- Goran Višnjić - Dr. Luka Kovac
- Michael Michele - Dr. Cleo Finch
- Erik Palladino - Dr. Dave Malucci
- Ming-Na - Dr. Jing-Mei Chen
- Eriq La Salle - Dr. Peter Benton
- Elizabeth Mitchell - Dr. Kim Legaspi
- Megan Cole - Dr. Upton
- Maura Tierney - verpleegster Abby Lockhart
- Ellen Crawford - verpleegster Lydia Wright
- Yvette Freeman - verpleegster Haleh Adams
- Lily Mariye - verpleegster Lily Jarvik
- Laura Cerón - verpleegster Chuny Marquez
- Lyn Alicia Henderson - ambulancemedewerker Pamela Olbes
- Brian Lester - ambulancemedewerker Brian Dumar
- Michelle Bonilla - ambulancemedewerker Christine Harms
- Emily Wagner - ambulancemedewerker Doris Pickman
- Victor Williams - Roger McGrath
- Troy Evans - Frank Martin
- Erica Gimpel - Adele Newman
- Demetrius Navarro - Morales

### Gastrollen (selectie)
- Ted Marcoux - Derek Fossen
- J.E. Freeman - Mr. Jeffries
- Peter Onorati - Nick Napolitano
- Eli Russell Linnetz - Ted Shayotovich
- Eric Lloyd - Martin Leanly
- David Roberson - politieagent Durcy
- Wesley Thompson - Fritz
- Burt Bulos - Lovejoy